# یونس امامی
یونس امامی  (زادهٔ ۱۰ فروردین ۱۳۷۶ در نورآباد دلفان) کشتی‌گیر آزادکار ایرانی است. وی در مسابقات کشتی قهرمانی جهان در سال های ۲۰۱۹ و ۲۰۲۲ موفق به کسب دو مدال برنز و در بازی‌های آسیایی ۲۰۲۲ موفق به کسب مدال طلا شد.

## اوایل زندگی
یونس امامی در سال ۱۳۷۶ در بخش کاکاوند دلفان
دهستان کاکاوند شرقی لرستان به دنیا آمد و ورزش کشتی را از ۱۰ سالگی زیر نظر مربی خود مهدی قاسمی در شهریار آغاز کرد و در سال ۲۰۱۳ در رقابت‌های قهرمانی نوجوانان آسیا مدال برنز گرفت و در همان سال و در پیکارهای قهرمانی جهان در همین رده سنی به مدال نقره جهان دست یافت. او بعد از پشت سر گذاشتن رده نوجوانان ۲ سال در رده جوانان توفیقی نداشت اما سرانجام در سال ۲۰۱۷ پس از کسب مدال نقره جوانان آسیا موفق به کسب برنز جوانان جهان نیز شد و سپس به اردوی تیم ملی زیر ۲۳ سال و بزرگسالان ایران دعوت شد.
او در مقطع کارشناسی رشتهٔ تربیت بدنی در دانشگاه آزاد، واحد سماء شهریار به تحصیل پرداخته‌است.

## فعالیت حرفه‌ای ورزشی

### قهرمانی زیر ۲۳ سال جهان ۲۰۱۷
امامی در وزن ۶۵ کیلوگرم مسابقات قهرمانی زیر ۲۳ سال جهان حضور یافت. وی ابتدا میهایل گئورگیف از بلغارستان و کی یونیزاوا از ژاپن را با امتیاز فنی عالی شکست داد ولی در رقابت سوم با حساب ۹ بر ۴ مغلوب بجرانگ کومار کشتی‌گیر مطرح هندی شد و به دیدار رده‌بندی رفت. یونس امامی در دیدار رده‌بندی به مصاف یاووز از ترکیه رفت و با برتری ۶–۴ در این رقابت به مدال برنز دست یافت.

### قهرمانی آسیا ۲۰۱۸
در مسابقات دستهٔ ۶۵ کیلوگرم قهرمانی آسیا ۲۰۱۸ در بیشکک یونس امامی پس از استراحت در دور اول، در دور دوم مقابل انخسایخان از مغولستان با نتیجهٔ ۸ بر ۳ به پیروزی رسید اما در دور نیمه‌نهابی با حساب ۸ بر ۴ مقابل دایچی تاکاتانی از ژاپن شکست خورد به دیدار رده‌بندی برای کسب مدال برنز رفت. امامی در این دیدار مقابل بجرانگ کومار از هند با امتیاز فنی عالی (۱۲ بر ۲) باخت و پنجم شد.

### قهرمانی جهان ۲۰۱۸
در مسابقات وزن ۷۰ کیلوگرم رقابت‌های قهرمانی جهان ۲۰۱۸ که در بوداپست، مجارستان برگزار گردید، امامی در دور نخست با نتیجهٔ ۷ بر ۷ مقابل تیموراز سالکازانوف از اسلواکی شکست خورد و با شکست نمایندهٔ اسلواکی از یاکوباشویلی گرجستانی، امامی متاسفانه از دور مسابقات حذف شد.

### قهرمانی آسیا ۲۰۱۹
در وزن ۷۰ کیلوگرم مسابقات آسیایی ۲۰۱۹ یونس امامی در دور نخست با نتیجهٔ ۱۰ بر صفر از سد راجنیش از هند گذشت. این کشتی‌گیر ایران در دور بعد مقابل تمولن انتختویا از مغولستان با نتیجهٔ ۱۲ بر ۲ پیروز و راهی دور نیمه‌پایانی شد. وی در ابن مرحله مقابل نورکوژا کایپانوف از قزاقستان ۱۲ بر ۲ مغلوب شد و به دیدار رده‌بندی رفت و در این دیدار با نتیجهٔ ۱۱ بر صفر باتیر بورجاکوف از ترکمنستان به برتری رسید و صاحب مدال برنز شد.

### قهرمانی جهان ۲۰۱۹
یونس امامی در دومین حضور خود در مسابقات وزن ۷۰ ک‌گ رقابت‌های قهرمانی جهان در نورسلطان، قزاقستان توانست به جایگاه سوم دست یابد. امامی با برتری برابر اریگلنت پریشان از آلبانی (۱۱–۰)، الامان اولو از قرقیزستان (۶–۰) و کوجیرو شیگا از ژاپن (۱۱–۰) پیروز شد و به رقابت نیمه‌نهایی راه یافت. امامی در این مرحله با نتیجهٔ ۶–۶ به نورکوژا کایپانوف از قزاقستان که از حمایت هواداران در ورزشگاه باریس آره‌نا سود می‌جست، باخت و به دیدار رده‌بندی راه پیدا کرد. امامی در دیدار رده‌بندی برای کسب مکان سوم، نیکلای کوجوکارو از بریتانیا را ضربه فنی کرد و به نشان برنز مسابقات قهرمانی جهان ۲۰۱۹ دست یافت.

### قهرمانی جهان ۲۰۲۱
در وزن ۷۴ کیلوگرم یونس امامی در دور اول با نتیجه ۱۲ بر ۲ انخبایارین بیامبادورج از مغولستان را مغلوب کرد. وی در دور بعد با نتیجه ۱۲ بر صفر از سد نورکوژا کایپانوف دارنده مدال نقره جهان و قهرمان آسیا از قزاقستان گذشت و راهی مرحله یک چهارم نهایی شد. امامی در این مرحله مقابل آوتاندیل کنتچادزه دارنده مدال نقره جهان از گرجستان با نتیجه ۱۰ بر ۱ مغلوب شد و با توجه به شکست این کشتی‌گیر در مرحله نیمه نهایی، امامی از دور رقابت‌ها کنار رفت.

### قهرمانی جهان ۲۰۲۲
در این دوره از مسابقات که به میزبانی شهر بلگراد در صربستان برگزار می‌شد، یونس امامی در وزن ۷۴ کیلوگرم ابتدا به مصاف انریکه پرز از گواتمالا رفت و در عرض ۱ دقیقه با نتیجه ۱۰ بر ۰ به پیروزی رسید. او در مسابقه دوم خود نیز در مقابل آیمار آندروسی از استونی، ۱۰ بر ۰ پیروز شد و به مرحله یک چهارم پایانی راه یافت. یونس امامی در این مرحله نیز به دیدار قهرمان امیدهای جهان و نفر سوم اروپا از آذربایجان یعنی توران بایراموف رفت و با نتیجه ۸ بر ۴ به برتری رسید و راهی مرحله نیمه نهایی شد.
او در این مرحله مقابل کایل دیک آمریکایی قرار گرفت که ۳ مدال طلای جهان و مدال برنز المپیک را در کارنامه خود داشت. در این دیدار، پس از اینکه حریف در ۳۰ ثانیه اخطار امتیازی نگرفت، امامی در یک کش و قوس او را به بیرون از تشک برد تا وقت اول را با برتری ۲ بر ۰ به پایان برساند. در وقت دوم، یونس امامی بر روی زیر گیری حریف از تشک خارج شد و پس از آن نیز حریف او را تاباند که داوران به کایل دیک ۴ امتیاز دادند اما پس از اعتراض مربیان ایران، نتیجه تغییر کرد و ۱ امتیاز به دلیل بیرون رفتن امامی از تشک به کشتی گیر آمریکایی دادند و یک اخطار نیز به دلیل فرار از فن به امامی دادند تا نتیجه ۲ بر ۲ شود. یونس امامی در نهایت با همان نتیجه ۲ بر ۲ و به دلیل گرفتن اخطار شکست خورده و راهی دیدار رده بندی شد.
امامی در مرحله رده بندی ۶ بر ۰ جاگلان از هند را شکست داد تا مدال برنز این رقابت‌ها را به گردن بیاویزد.

### بازی‌های آسیایی ۲۰۲۲
در وزن ۷۴ کیلوگرم یونس امامی پس از استراحت در دور اول، در دور دوم با نتیجه ۷ بر ۲ اوروزوبک توکتومامبتوف از قرقیزستان را شکست داد. وی در این مرحله با نتیجه ۱۰ بر ۲ لو فنگ از چین را از پیش رو برداشت و راهی مرحله نیمه نهایی شد. وی در این مرحله با نتیجه ۹ بر ۳ ماگومت اولویف از تاجیکستان را مغلوب کرد و به دیدار فینال راه یافت. او در مرحله فینال به مصاف کیرین کینوشیتا از ژاپن رفت که این دیدار با نتیجه ۹ بر صفر به سود یونس امامی به پایان رسید و توانست مدال خوش‌رنگ طلای این مسابقات را از آن خود کند.

### قهرمانی جهان ۲۰۲۳
در وزن ۷۴ کیلوگرم، یونس امامی پس از استراحت در دور اول، در دور دوم با نتیجه ۶ بر صفر علی-پاشا عمرپاشایف از بلغارستان را مغلوب کرد. وی در دور بعد با نتیجه ۶ بر صفر مغلوب زائوربک سیداکوف قهرمان المپیک و جهان از روسیه شد و با توجه به حضور حریفش در دیدار فینال، به گروه بازنده‌ها رفت. وی در این گروه با نتیجه ۱۰ بر صفر آوتاندیل کنتچادزه دارنده مدال نقره جهان از گرجستان را مغلوب کرد. یونس امامی در دیداری جنجالی مقابل ختاگ تسابولوف نماینده صربستان با نتیجه ۱۱ بر ۴ شکست خورد و از رسیدن به دیدار رده‌بندی و کسب سهمیه المپیک ۲۰۲۴ بازماند.

### المپیک ۲۰۲۴ پاریس
در وزن ۷۴ کیلوگرم که ۱۷ نفر حضور دارند، یونس امامی در دور اول با نتیجه ۹ بر ۴ از سد فرانک چامیزو، دارنده مدال‌های طلا، نقره و برنز جهان از ایتالیا گذشت. وی در دور بعد هم با نتیجه ۱۰ بر صفر باکار اندوم از گینه بیسائو را شکست داد، اما در مرحله یک‌چهارم نهایی با نتیجه ۱۱ بر یک و با ضربه فنی مغلوب کایل دیک، قهرمان جهان و دارنده مدال برنز المپیک از آمریکا شد و از حضور در نیمه‌نهایی بازماند که باتوجه به شکست حریفش در مرحله نیمه‌نهایی مقابل دایچی تاکاتانی از ژاپن از گردونه مسابقات کنار رفت.